# Osiek (powiat żarski)
Osiek (niem. Ossig, łuż. Wósek) – wieś w Polsce położona w województwie lubuskim, w powiecie żarskim, w gminie Lubsko.
W latach 1975–1998 miejscowość należała administracyjnie do województwa zielonogórskiego.
W dokumentach wieś wystąpiła po raz pierwszy w 1588 roku. Należący do niej majątek został częściowo podzielony w pierwszej połowie XIX wieku. Zabudowa wsi jest typowo brandenburska. We wcześniejszym okresie do wioski należał jeszcze folwark i położone poza wsią nowe gospodarstwo, które zwane było (niem. Waldbude).

## Zabytki
Do wojewódzkiego rejestru zabytków wpisane są:
- zamek - dwór w ruinie, przebudowany w XV wieku, w połowie XVII wieku i w połowie XIX wieku; zniszczony w 1945 roku, jest obecnie w powiększonym parku krajobrazowym ruiną z dwiema wieżami w kształcie cylindrycznym; bezpośrednio w kierunku zamku prowadzi aleja kasztanowa
  - dwa pawilony.